# Macrometopia atra
Macrometopia atra är en tvåvingeart som beskrevs av Philippi 1865. Macrometopia atra ingår i släktet Macrometopia och familjen blomflugor. Inga underarter finns listade i Catalogue of Life.